# Mick Waitt
Michael Hugh Waitt (Hexham, 25 de junho de 1960) é um ex-futebolista e treinador profissional neozelândes, treinou a Seleção Kiwi, entre 2002 e 2004. Atualmente trabalha para a polícia neozelandesa.